# Kuro (Pampangan)
Kuro is een bestuurslaag in het regentschap Ogan Komering Ilir van de provincie Zuid-Sumatra, Indonesië. Kuro telt 780 inwoners (volkstelling 2010).